# Rainer Plich
Rainer Plich (* 5. August 1940) ist ein ehemaliger deutscher Fußballspieler. Der Offensivspieler hat von 1959 bis 1963 bei Hamborn 07 in der Fußball-Oberliga West 108 Ligaspiele absolviert und 31 Tore erzielt. Weitere 124 Einsätze mit 13 Toren folgten von 1963 bis 1968 in der zweitklassigen Fußball-Regionalliga West; die letzten 24 Regionalligaeinsätze (2 Tore) in der Saison 1967/68 als Spieler vom Wuppertaler SV.

## Laufbahn

### Oberliga und Regionalliga West in Hamborn, 1962 bis 1967
Rainer Plich durchlief mit Horst Kirschenberg und Christian Schwikart die Jugendabteilung der schwarz-gelben Hamborner „Löwen“. Der ursprüngliche Arbeiterclub im Schlagschatten des Stahlriesen Thyssen konnte in der Vertragsspielerära nie gegen die großen Summen der Konkurrenz erfolgreich ankämpfen. Gegen die dicken Transfersummen und Siegprämien waren die „Löwen“ auf Sicht nicht konkurrenzfähig. Statt Naturalien und Deputaten rangierten als Kickerwährung jetzt Deutsche Mark und ein sauberer Arbeitsplatz im Großbetrieb im Vordergrund. Vordere Plätze in der Oberliga waren nicht mehr möglich. Nach der Oberligarückkehr 1959 debütierte der vormalige Jugendspieler am 30. August 1959, bei einem 3:0-Auswärtserfolg bei Alemannia Aachen in der Oberliga West. Er stürmte auf Linksaußen an der Seite von Mittelstürmer Horst Jesih und in der Defensive waren Torhüter Horst Podlasly und Verteidiger Rolf Schafstall im Einsatz. Dem Debütant glückte ein Treffer, der Einstand in der Oberliga war geglückt. Am Rundenende belegten die Hamborner den 12. Rang und Plich hatte 22 Oberligaspiele absolviert (3 Tore).
Im DFB-Pokal des Jahres 1961 kamen Plich und Kollegen nach Erfolgen gegen den SV Waldhof (3:1) und den FK Pirmasens (3:2 n. V.; Plich hatte in der 91. Minute den Siegtreffer erzielt) bis in das Halbfinale. Dort trafen sie im Heimspiel am 23. August 1961 auf den 1. FC Kaiserslautern. Die „Löwen“-Offensive verzweifelte vor 18.000 Zuschauern an den Paraden des FCK-Torhüters Wolfgang Schnarr und die Betzenberg-Elf setzte sich mit einem 2:1 gegen den Gastgeber durch. Plich und Kameraden hatten eine glänzende Partie geboten und waren ihrem Gegner haushoch überlegen gewesen (12:5-Ecken), sie gingen aber als Verlierer vom Feld.
In der Weltmeisterschaftssaison 1961/62 belegte Hamborn zwar wieder nur den 12. Rang, Plich hatte sich aber mit 12 Treffern die interne Torschützenkrone geholt. Insgesamt erzielten die „Löwen“ lediglich 38 Rundentore in der Oberliga; lediglich die Absteiger Duisburger Spielverein und der SV Sodingen hatten noch weniger Tore vorzuweisen. Auch im letzten Jahr der alten erstklassigen Oberliga, 1962/63, kam Hamborn wieder auf dem 12. Rang ein. Für die Nominierung in die neue Fußball-Bundesliga ab der folgenden Saison 1963/64 reichte das natürlich auf keinen Fall. Plich hatte in 28 Ligaspielen acht Tore erzielt und sich einen guten Namen mit seiner schnellen und dribbelstarken Spielweise im Westen erworben. Die WFV-Auswahl trug Anfang Juni 1963 in Neuss ein Spiel gegen Japan aus und Plich und der Essener Horst Trimhold bildeten dabei den rechten Flügel des 5:0-Siegers. Wenige Tage danach gehörte Plich einer DFB-Juniorenelf an, welche in Wuppertal ebenfalls gegen Japan mit 5:0 gewann. Die DFB-Junioren wurden von Helmut Schön betreut und liefen im Angriff mit Plich, Lothar Ulsaß, Dieter Brenninger, Werner Tönges und Willibert Kremer auf. Plich erzielte zwei Tore.
Durch die Einführung der neuen Fußball-Bundesliga ab der Saison 1963/64 bestritt Hamborn von 1963 bis 1967 ihre Verbandsspiele in der Regionalliga West. In den vier Runden bestritt Plich 100 Spiele und schoss elf Tore für Hamborn. Mit den Mitspielern Klaus Kunkel, Karl-Heinz Wirth, Heinz Pliska, Erich Schiller, Herbert Schwinning und Franz-Josef Sarna belegte er mit Hamborn zweimal den 14. Tabellenplatz (1964, 1965). Hamborn steigerte sich aber über den 8. Rang 1965/66 in der Saison 1966/67 auf den 5. Platz. Unter Trainer Hermann Lindemann und Mannschaftskollegen wie Torhüter Werner Scholz, Ferdinand Heidkamp, Hans-Werner Hartl und Horst Heese glückte diese gute Rundenbilanz. Die schlechte Punkteausbeute mit 16:18 Zählern in den Auswärtsspielen verhinderte eine noch bessere Platzierung. Plich hatte in 20 Regionalligaeinsätzen fünf Tore für Hamborn erzielt.
Er nahm zur Saison 1967/68 ein Angebot des Ligakonkurrenten Wuppertaler SV an und wechselte zur Mannschaft vom Stadion am Zoo in das Bergische Land.

### Wuppertal, 1967/68
Der gemeinsam mit Horst Heese nach Wuppertal gewechselte Rainer Plich debütierte am Rundenstarttag, den 13. August 1967, bei einer 0:2-Auswärtsniederlage beim TSV Marl-Hüls im Regionalligateam des WSV. Unter Trainer Alfred Preißler legten Plich und Kollegen einen desolaten 1:11-Punktestart hin und Kuno Klötzer übernahm das Traineramt bei den Bergischen. Die völlig unzufriedenstellende Runde beendete Plich mit dem WSV am 12. Mai 1968 mit einem 2:1-Heimerfolg gegen Preußen Münster. Er hatte dabei mit dem zweifachen Torschützen Werner Tönges auf Rechtsaußen die rechte Angriffsseite gebildet. Wuppertal belegte den 15. Rang und Plich hatte in 24 Regionalligaeinsätzen zwei Tore erzielt.